# Antipartícula
Em física de partículas de partículas, todo tipo de partícula de matéria "ordinária" (oposta à antimatéria) é associada a uma antipartícula com a mesma massa porém com cargas físicas opostas (como a carga elétrica). Por exemplo, a antipartícula do elétron é o pósitron (também conhecido como antielétron). Enquanto o elétron tem carga elétrica negativa, o pósitron tem uma carga elétrica positiva, e é produzido naturalmente em certos tipos de decaimento radioativo. A recíproca também é verdadeira: a antipartícula do pósitron é o elétron.
Algumas partículas, como por exemplo o fóton, são suas próprias antipartículas. De outra forma, para cada par de antipartículas, uma é designada como a partícula normal (aquela que ocorre na matéria a qual interagimos no dia a dia). A outra (usualmente com o prefixo "anti") é designada como antipartícula.
Pares de partícula-antipartícula podem se aniquilar, produzindo fótons; como as cargas da partícula e antipartícula são opostas, a carga total é conservada. Por exemplo, os pósitrons produzidos em decaimentos radioativos naturais rapidamente se aniquilam com os elétrons, produzindo pares de raios gama, um processo explorado na tomografia por emissão de pósitrons.
As leis da natureza são quase simétricas em relação às partículas e antipartículas. Por exemplo, um antipróton e um pósitron podem formar um átomo de antihidrogênio, que se acredita ter as mesmas propriedades que um átomo de hidrogênio. Isso leva à questão de por que a formação de matéria após o Big Bang resultou em um universo constituído quase inteiramente de matéria, ao invés de ser uma mistura composta de metade matéria e metade antimatéria. A descoberta da violação da paridade de carga ajudou a dar ênfase sobre esse problema mostrando que essa simetria, originalmente pensada como sendo perfeita, era somente aproximada. A questão sobre como a formação de matéria após o Big Bang resultou em um universo constituído inteiramente de matéria permanece sem resposta, e explicações até o momento não são verdadeiramente satisfatórias em geral.
Devido a carga ser conservada, não é possível criar uma antipartícula sem destruir outra partícula de mesma carga (como é o caso, por exemplo, quando antipartículas são produzidas naturalmente pelo decaimento beta ou através de colisão de raios cósmicos com a atmosfera terrestre), ou pela criação simultânea de uma partícula e sua antipartícula (produção de pares), que pode ocorrer em aceleradores de partículas como o Grande Colisor de Hádrons (LHC - Large Hadron Collider) no CERN.
Partículas e suas antipartículas têm cargas iguais e opostas, fazendo com que uma partícula sem carga também dê origem a uma antipartícula sem carga. Em muitos casos, a antipartícula e a partícula coincidem: pares de fótons, bósons {\displaystyle Z^{0}} e mésons {\displaystyle \pi ^{0}}. Apesar disso, partículas eletricamente neutras não precisam ser idênticas às suas antipartículas: por exemplo, o nêutron e o antinêutron são distintos.

### Experimento
Em 1932, logo após a previsão dos pósitrons por Paul Dirac, Carl D. Anderson descobriu que colisões de raios cósmicos produzem essas partículas em uma câmara de nuvens - um detector de partículas no qual elétrons (ou pósitron) em movimento deixam trilhas por onde passaram no gás. A razão da carga elétrica pela massa de uma partícula pode ser medida observando o raio de curvatura na qual uma partícula reage a um campo magnético na câmara de nuvens. Pósitrons, devido a direção de rotação em resposta ao campo magnético, foram primeiramente confundidos com elétron viajando na direção oposta. O caminho dos pósitrons em uma câmara de nuvens traça o mesmo caminho helicoidal do elétron mas a rotação é na direção oposta em relação à direção do campo magnético já que possuem a mesma razão carga/massa em magnitude mas com cargas elétrica opostas e, portanto, razões de carga/massa opostas em sinal.
O antipróton e antinêutron foram descobertos por Emilio Segrè e Owen Chamberlain em 1955 na Universidade da Califórnia, Berkeley. Desde então, as antipartículas de muitas partículas subatômicas foram criadas em experimentos nos aceleradores de partículas. Em anos recentes, átomos completos de antimatéria foram montados a partir de antipróton e pósitrons, coletados em armadilhas eletromagnéticas.

## Antipartículas Elementares
| Geração | Nome              | Símbolo                    | Spin                           | Carga (e)                       | Massa (MeV/c²)                    | Observado |
| ------- | ----------------- | -------------------------- | ------------------------------ | ------------------------------- | --------------------------------- | --------- |
| 1       | Antiquark Up      | {\displaystyle {\bar {u}}} | {\displaystyle {\frac {1}{2}}} | {\displaystyle -{\frac {2}{3}}} | {\displaystyle 2.2_{-0.4}^{+0.6}} | Sim       |
| 1       | Antiquark Down    | {\displaystyle {\bar {d}}} | {\displaystyle {\frac {1}{2}}} | {\displaystyle +{\frac {1}{3}}} | {\displaystyle 4.6_{-0.4}^{+0.5}} | Sim       |
| 2       | Antiquark Charm   | {\displaystyle {\bar {c}}} | {\displaystyle {\frac {1}{2}}} | {\displaystyle -{\frac {2}{3}}} | {\displaystyle 1280\pm 30}        | Sim       |
| 2       | Antiquark Strange | {\displaystyle {\bar {s}}} | {\displaystyle {\frac {1}{2}}} | {\displaystyle +{\frac {1}{3}}} | {\displaystyle 96_{-4}^{+8}}      | Sim       |
| 3       | Antiquark Top     | {\displaystyle {\bar {t}}} | {\displaystyle {\frac {1}{2}}} | {\displaystyle -{\frac {2}{3}}} | {\displaystyle 173100\pm 600}     | Sim       |
| 3       | Antiquark Bottom  | {\displaystyle {\bar {b}}} | {\displaystyle {\frac {1}{2}}} | {\displaystyle +{\frac {1}{3}}} | {\displaystyle 4180_{-30}^{+40}}  | Sim       |

| Geração | Nome                    | Símbolo                               | Spin                           | Carga (e)          | Massa (MeV/c²)                  | Observado |
| ------- | ----------------------- | ------------------------------------- | ------------------------------ | ------------------ | ------------------------------- | --------- |
| 1       | Pósitron                | {\displaystyle e^{+}}                 | {\displaystyle {\frac {1}{2}}} | {\displaystyle +1} | {\displaystyle 0.511}           | Sim       |
| 1       | Antineutrino do Elétron | {\displaystyle {\bar {\nu _{e}}}}     | {\displaystyle {\frac {1}{2}}} | {\displaystyle 0}  | {\displaystyle <0.0000022}      | Sim       |
| 2       | Antimúon                | {\displaystyle \mu ^{+}}              | {\displaystyle {\frac {1}{2}}} | {\displaystyle +1} | {\displaystyle 105.7}           | Sim       |
| 2       | Antineutrino do múon    | {\displaystyle {\bar {\nu _{\mu }}}}  | {\displaystyle {\frac {1}{2}}} | {\displaystyle 0}  | {\displaystyle <0.170}          | Sim       |
| 3       | Antitau                 | {\displaystyle \tau ^{+}}             | {\displaystyle {\frac {1}{2}}} | {\displaystyle +1} | {\displaystyle 1776.86\pm 0.12} | Sim       |
| 3       | Antineutrino do Tau     | {\displaystyle {\bar {\nu _{\tau }}}} | {\displaystyle {\frac {1}{2}}} | {\displaystyle 0}  | {\displaystyle <15.5}           | Sim       |

| Nome        | Símbolo               | Spin              | Carga (e)          | Massa (GeV/c²)                  | Mediadora de Interação | Observado |
| ----------- | --------------------- | ----------------- | ------------------ | ------------------------------- | ---------------------- | --------- |
| Antibóson W | {\displaystyle W^{+}} | {\displaystyle 1} | {\displaystyle +1} | {\displaystyle 80.385\pm 0.015} | Interação Fraca        | Sim       |

| Classe     | Subclasse  | Nome        | Símbolo                    | Spin                           | Carga (e)          | Massa (MeV/c²)                   | Massa (kg)                        | Observado |
| ---------- | ---------- | ----------- | -------------------------- | ------------------------------ | ------------------ | -------------------------------- | --------------------------------- | --------- |
| Antihádron | Antibárion | Antipróton  | {\displaystyle {\bar {p}}} | {\displaystyle {\frac {1}{2}}} | {\displaystyle -1} | {\displaystyle 938.27208943(29)} | {\displaystyle 1.67262192595(52)} | Sim       |
| Antihádron | Antibárion | Antinêutron | {\displaystyle {\bar {n}}} | {\displaystyle {\frac {1}{2}}} | {\displaystyle 0}  | {\displaystyle 939.56542194(48)} | ?                                 | Sim       |

## Aniquilação Partícula-Antipartícula
Se uma partícula e antipartícula estão em estados quânticos apropriados, então eles podem se aniquilar e produzir outras partículas. Reações como {\displaystyle e^{-}+e^{+}\rightarrow \gamma +\gamma } (aniquilação de dois fótons de uma par elétron-pósitron) são um exemplo. A aniquilação em um fóton isolado de um par elétron-pósitron {\displaystyle e^{-}+e^{+}\rightarrow \gamma } não pode ocorrer no espaço livre porque é impossível de se conservar energia e momento juntos nesse processo. No entanto, no campo Coulombiano de um núcleo a invariância translacional é quebrada e a aniquilação em um fóton isolado pode ocorrer. A reação inversa (no espaço livre, sem um núcleo atômico) é também impossível por essa razão. Na Teoria Quântica de Campos, esse processo é permitido somente como um estado quântico intermediário por tempos curtos o suficiente que a violação de conservação de energia pode ser acomodada pelo princípio de incerteza. Isso abre caminho para produção de pares virtuais ou aniquilação na qual o estado quântico de uma partícula pode flutuar em um estado de duas partículas e voltas. Esses processos são importantes no estado de vácuo (estado de menor energia) e na renormalização de um teoria quântica de campos. Isso também abre caminho para combinações de partículas neutras por meio de processos como o aqui mostrado, que é um exemplo complicado de renormalização de massa.

## Propriedades
Estados quânticos de uma partícula e uma antipartícula são mudados pela aplicação combinada da conjugação de carga {\displaystyle C}, paridade {\displaystyle P} e reversão temporal {\displaystyle T}. {\displaystyle C} e {\displaystyle P} são lineares, operadores unitários, {\displaystyle T} é antilinear e anti unitário, {\displaystyle \left\langle \Psi |T|\Phi \right\rangle =\left\langle \Phi |T^{-1}|\Psi \right\rangle }. Se {\displaystyle |p,\sigma ,n\rangle } denota o estado quântico de uma partícula {\displaystyle n} com momento {\displaystyle p} e spin {\displaystyle J} cuja componente na direção {\displaystyle z} é {\displaystyle \sigma }, então uma tem 
{\displaystyle CPT|p,\sigma ,n\rangle =(-1)^{J-\sigma }|p,\sigma ,n^{c}\rangle }
Onde {\displaystyle n^{c}} denota o estado de carga conjugada, isso é, a antipartícula. Em particular a partícula massiva e sua antipartícula se transformam sobre a mesma representação irredutível e o grupo de Poincaré, o que significa que a antipartícula tem a mesma massa e o mesmo spin.
Se {\displaystyle C,P} e {\displaystyle T} podem ser definidos separadamente em partículas e antipartículas, então
{\displaystyle T|p,\sigma ,n\rangle \propto |-p,-\sigma ,n\rangle }
{\displaystyle CP|p,\sigma ,n\rangle \propto |-p,\sigma ,n^{c}\rangle }
{\displaystyle C|p,\sigma ,n\rangle \propto |p,\sigma ,n^{c}\rangle }
Onde {\displaystyle CPT} anticomuta com as cargas, {\displaystyle CPTQ=-QCPT}, partículas e antipartículas tem cargas elétricas {\displaystyle Q} e {\displaystyle -Q} opostas.

## Teoria Quântica de Campos
Essa seção é baseada em cima das ideias, linguagem e notação da quantização canônica de uma teoria quântica de campos.
Pode-se tentar quantizar os campos dos elétrons sem misturar os operadores de aniquilação e criação escrevendo
{\displaystyle \psi (x)=\sum _{k}u_{k}(x)a_{k}e^{\frac {-iE(k)t}{\hbar }}}
Onde usamos o símbolo k para denotar o número quântico {\displaystyle p} e {\displaystyle \sigma } da seção anterior e o sinal de energia, {\displaystyle E(k)}, e {\displaystyle a_{k}} denota o correspondente operador de aniquilação. Com certeza, uma vez que estamos lidando com os férmions, os operadores devem satisfazer as relações de anti comutação canônica. No entanto, se escrevermos agora o Hamiltoniano
{\displaystyle H=\sum _{k}E(k)a_{k}^{\dagger }a_{k}}
então vemos imediatamente que o valor esperado de {\displaystyle H} não precisa ser negativo. Isso acontece porque {\displaystyle E(k)} pode ser qualquer sinal e a combinação dos operadores de criação e aniquilação tem como valores esperados 1 ou 0.
Então devemos introduzir o campo de antipartículas de cargas conjugadas, com seus próprios operadores de criação e aniquilação satisfazendo as relações
{\displaystyle b_{k^{'}}=a_{k}^{\dagger }} e {\displaystyle b_{k^{'}}^{\dagger }=a_{k}}
Onde {\displaystyle k} tem o mesmo {\displaystyle p}, e {\displaystyle \sigma } e sinal de energia opostos. Então podemos reescrever o campo na forma
{\displaystyle \psi (x)=\sum _{k_{+}}u_{k}(x)a_{k}e^{-{\frac {iE(k)t}{\hbar }}}+\sum _{k_{-}}u_{k}(x)b_{k}^{\dagger }e^{-{\frac {iE(k)t}{\hbar }}}}
Onde a primeira soma é sobre os estados de energia positiva e a segunda é sobre aqueles de energia negativa. A energia se torna
{\displaystyle H=\sum _{k_{+}}E_{k}a_{k}^{\dagger }a_{k}+\sum _{k_{-}}|E_{k}|b_{k}^{\dagger }b_{k}+E_{0}}
Onde {\displaystyle E_{0}} é uma constante negativa infinita. O estado no vácuo é definido como o estado sem partículas e antipartículas, isto é, {\displaystyle a_{k}|0\rangle =0} e {\displaystyle b_{k}|0\rangle =0}. Então a energia do vácuo é exatamente {\displaystyle E_{0}}. Uma vez que todas as energias são mensuradas relativas ao vácuo, {\displaystyle H} é positivo definido. Análises das propriedades de {\displaystyle a_{k}} e {\displaystyle b_{k}} mostram que um é o operador de aniquilação para partículas e o outro para antipartículas. Esse é o caso de um férmion.
Essa abordagem é devido a Vladimir Fock, Wendell Furry e Robert Oppenheimer. Se quantizarmos um campo escalar real, descobrimos que existe somente um tipo de operador de aniquilação; portanto, campos escalares complexos admitem dois diferentes tipos de operadores de aniquilação, que se relacionam por conjugação, tais campos descrevem bósons carregados.

### Interpretação de Feynman-Stuckelberg
Considerando a propagação dos modos da energia negativa do campo do elétron em sentido contrário ao tempo, Ernst Stucklberg encontrou uma compreensão pictórica do fato de que partícula e antipartícula tem massas {\displaystyle m} e spin {\displaystyle J} iguais mas cargas opostas {\displaystyle q}. Isso permitiu a ele reescrever a teoria de perturbação precisamente na forma de diagramas. Richard Feynman depois fez uma derivação sistemática independente desses diagramas por um formalismo da partícula, e eles são chamados agora de diagramas de Feynman. Cada linha de um diagrama representa uma partícula propagando ou no sentido contrário ou a favor do tempo. Em diagramas de Feynman, antipartículas são mostradas percorrendo contra o sentido do tempo relativo a matéria normal, ou vice-versa. Essa técnica é o método generalizado fr computar amplitudes em teoria quântica de campos hoje.
Desde que isso foi desenvolvido por Stuckelberg, e adquiriu sua forma moderna pelo trabalho de Feynman, recebeu o nome de interpretação de Feynman-Stuckelberg de antipartículas para a honra de ambos os cientistas.